# 鹿村大志
鹿村 大志（しかむら だいじ、1984年5月7日 - ）は、日本の経営者。株式会社いーふらん代表。

## 人物
愛媛県出身。幼いころから両親がおらず、親戚の家で育つが、ギャンブルで借金を抱えていたため貧しい生活をしていた。
高校を卒業後は自分でお金を借りて東京の大学へ進学。しかし、自分がなりたかった仕事に就くには長い時間と多額のお金が必要ということが分かり、投げやりな気持ちになり大学を中退する。
その後就いた職場では稼げず、疲ればかりが溜まり苦労の時期を過ごす。
2008年いーふらんの日給1万円の求人を見て入社。
FC事業部の立ち上げや出張買取の切り分けなど会社に尽力し、2021年代表取締役社長に就任。

## 来歴
2008年株式会社いーふらんに契約社員として入社。「おたからや」のスタッフとして日給1万円からスタート、直営店舗やFC事業部を立ち上げ、広告出稿業務なども行う。
2017年執行役員に就任。直営店舗の営業実績の改善を軸に出張買取を切り分け新たな部署として成長させる。
2019年取締役に就任。FC事業部の営業実績を見直し、加盟店の店舗数増加施策を行う。
2021年代表取締役に就任。